# 중화민국 국어
국어(중국어 정체자: 國語, 간체자: 国语, 병음: Guóyǔ, 주음 부호: ㄍㄨㄛˊㄩˇ 궈위[*])는 대만에서 표준 중국어를 이르는 말이다. 중국의 공식적인 표준어인 푸퉁화와 대부분 비슷하지만, 간체자 대신 정체자를 쓰고 문장 구조와 쓰는 어휘는 약간씩 다르다.

## 푸퉁화와 다른 점

### 단어
- 土豆 [tǔdòu]를 대만에서는 땅콩, 중국에서는 감자의 의미다.

## 같이 보기
- 타이완어